# Neckarrems
Neckarrems, umgangssprachlich oft kurz Rems genannt, ist ein Stadtteil der 1975 gegründeten Stadt Remseck am Neckar im Landkreis Ludwigsburg in Baden-Württemberg. Zuvor war der Ort eine eigenständige Gemeinde. Neckarrems ist nach Aldingen und Pattonville der drittgrößte der sechs Remsecker Stadtteile. Aufgrund der innerhalb der Stadtgrenzen Remsecks relativ zentralen Lage der Remsmündung am Rand von Neckarrems, befinden sich hier das Remsecker Rathaus und der Marktplatz.

## Lage und Verkehrsanbindung
Neckarrems liegt an der Einmündung der Rems in den Neckar. Die Gemarkungsfläche nördlich des Remstals gehört zur Backnanger Bucht, die Gemarkungsfläche südlich des Remstals zur Waiblinger Bucht. Am nördlichen Stadtrand verläuft die Landesstraße L 1140 und am südlichen die L 1142. Südöstlich erstreckt sich das 158,3 ha große Naturschutzgebiet Unteres Remstal.

## Geschichte
Auf der Gemarkung von Neckarrems wurde wohl schon vor etwa 3000 Jahren gesiedelt. Ein römischer Gutshof ist archäologisch gut untersucht.
Der heutige Ort entstand aber wohl erst in Folge des Baus von Burg Rems. So war der ursprüngliche Name des Ortes wie auch der Burg schlicht Rems, die Vorsilbe Neckar- kam erst später hinzu. Beide Namensbestandteile haben einen keltischen Ursprung. Die erste sichere urkundliche Erwähnung der Burg und des Ortes war im Jahr 1268. Zu diesem Zeitpunkt war Neckarrems bereits württembergisch. Nach der Umsetzung der neuen Verwaltungsgliederung im 1806 gegründeten Königreich Württemberg gehörte Neckarrems dem Oberamt Waiblingen an. Bei der Verwaltungsreform während der NS-Zeit in Württemberg 1938 wurde Neckarrems dem Landkreis Ludwigsburg zugeteilt. Da Neckarrems nach dem Zweiten Weltkrieg Teil der Amerikanischen Besatzungszone wurde, gehörte es somit seit 1945 zum neu gegründeten Land Württemberg-Baden, das 1952 im jetzigen Bundesland Baden-Württemberg aufging.
1975 fusionierte Neckarrems mit mehreren seiner Nachbargemeinden zur Gemeinde Aldingen am Neckar, das 1977 in Remseck am Neckar umbenannt wurde.
Zu jüngeren Geschichte von Neckarrems, siehe Remseck am Neckar#Geschichte.

## Bauwerke
Die den Ort einst dominierende Burg Rems verlor im Laufe der Zeit an Bedeutung und verfiel. An ihrer Stelle wurde Mitte des 19. Jahrhunderts Schloss Remseck erbaut, das 1977 als Namenspate für die Stadt Remseck fungierte. Seit 1350 ist eine Mühle an der Rems belegt. Der heutige Bau geht auf das Jahr 1966 zurück und dient mittlerweile der Stromerzeugung. Zwischen 1486 und 1498 wurde die Michael-Sebastian-Kirche erbaut. Im Jahr 1736 erfolgte erstmals der Bau einer Neckarbrücke zwischen Neckarrems und Neckargröningen. 1939 wurde die Brücke im Zuge der Neckarbegradigung abgerissen und durch einen Neubau ersetzt, der bereits 1945 von Truppen der Wehrmacht wieder zerstört wurde. Im Jahr 1951 wurde schließlich die neue Brücke eingeweiht.
Das Alte Rathaus von Neckarrems ist seit 1755 belegt und wurde im Jahr 1913 mit einer dekorativen Fachwerkfassade versehen. Im Jahr 1971 wurde Nahe der Remsmündung am Hechtkopf ein neues Rathaus gebaut, das seit 1975 als Rathaus der damals neu entstandenen Gemeinde und heutigen Großen Kreisstadt Remseck am Neckar diente, mittlerweile aber durch einen größeren Neubau an gleicher Stelle ersetzt wurde. Zum Gebäudekomplex des neuen Rathauses zählen zudem die Stadthalle und der sogenannte Kubus, der Stadtarchiv und Mediathek beherbergt, sowie der Marktplatz von Remseck.

## Wappen
| Wappen der ehemaligen Gemeinde Neckarrems | Blasonierung: „In Blau zwei schräggekreuzte, mit den Köpfen nach oben weisende silberne Fische, dazwischen ein fünfstrahliger, gestürzter silberner Stern.“ |
| Wappen der ehemaligen Gemeinde Neckarrems | Wappenbegründung: Die Fische verwiesen auf die Fischerei, die früher einen bedeutsamen Erwerbszweig des Ortes darstellte, der Stern war dem Wappen des ehemaligen Ortsadels entnommen. Die Verleihung des Wappens erfolgte durch das Innenministerium am 23. November 1956. |

## Söhne und Töchter des Ortes
- Johann Wilhelm Rösch (1850–1893), Bildhauer

## Vereine
- VfB Neckarrems 1913 e. V.